# Exechiopsis perspiqua
Exechiopsis perspiqua är en tvåvingeart som först beskrevs av Oskar Augustus Johannsen 1912.  Exechiopsis perspiqua ingår i släktet Exechiopsis och familjen svampmyggor. Inga underarter finns listade i Catalogue of Life.